# Giovanni Battista Casali (antiquaire)
Pour les articles homonymes, voir Giovanni Battista Casali et Casali.
Giovanni Battista Casali (Rome, 1578 - Rome, 1648), Johannes Baptista Casalius en latin, est un érudit et antiquaire italien.

## Biographie
Né en 1578, il a été camérier de l'hospice de S. Trinità dei Pellegrini à Rome. Il meurt à Rome en 1648. Casali possédait un riche « musée privé » d'objets antiques dans son palais du Champ de Mars.

## Œuvres
Casali se distingua dans le XVIIe siècle par des ouvrages encore recherchés :
- De Profanis et sacris veterum Ritibus, Rome, 1644 et 1645, 2 vol. in-4°, fig. ; réimprimé à Francfort en 1681.
- De Veteribus sacris christianorum ritibus Explanatio, Rome, 1647, in-fol., fig.
- De Ritibus veterum Ægyptiorum, Rome, 1644, in-4° ; Francfort, 1681, in-4° ; traité curieux, mais trop superficiel.
- De Urbis ac romani olim imperii Splendore, Rome, 1560, in-fol. C’est le plus estimé des ouvrages de Casali.

On trouve cinq de ses dissertations dans le Thesaurus Græcarum antiquitatum de Gronovius :
- De Ritu nuptiarum veterum (t. 8) ;
- De Tragœdia et Comœdia (ibid.) ;
- De Tricliniis, Conviviis, Hospitalitate et Tesseris veterum (t. 9) ;
- De Thermis et Balneis veterum (ibid.) ;
- De Insignibus, Annulis et Fibulis (ibid.).